# Miconia petropolitana
Miconia petropolitana är en tvåhjärtbladig växtart som beskrevs av Célestin Alfred Cogniaux. Miconia petropolitana ingår i släktet Miconia och familjen Melastomataceae. Inga underarter finns listade i Catalogue of Life.